# Ragnar Jansson
Pour les articles homonymes, voir Jansson.
Ragnar Rafael Jansson, surnommé Jona, né le 1er octobre 1908 à Helsinki en Uusimaa en Finlande et mort le 9 septembre 1977 dans la même ville, est un skipper et un véliplanchiste finlandais. 

## Palmarès

### Jeux olympiques
- 9e en 6 Metre en 1948.
- Médaille de bronze en 6 Metre en 1952 (avec Ernst Westerlund, Paul Sjöberg, Adolf Konto et Rolf Turkka).